# محاولة اغتيال عمران خان
حدثت محاولة اغتيال عمران خان رئيس وزراء باكستان السابق ورئيس حركة الانصاف الباكستانية (حزب سياسي PTI) في 3 نوفمبر 2022، حيث أُطلق عليه الرصاص في محاولة لاغتياله في وزيرآباد، البنجاب، وذلك أثناء مسيرة احتجاج طويلة ضد الحكومة. وقد جرح المسلح عددا من قادة الحركة الآخرين وقتل أحد مؤيدي خان.

## خلفية

### الإطاحة بعمران خان
بدأت الأزمة السياسية في باكستان في 2022 عندما قدَّمت الحركة الديمقراطية الباكستانية (حزب معارض) اقتراحًا بحجب الثقة عن عمران خان. انطوت الأزمة على مشكلة دستورية عندما قام الرئيس عارف ألفي بحل البرلمان بناءً على توصية خان. أعادت المحكمة العليا البرلمان وخسر خان اقتراح حجب الثقة، وخلفه رئيس الوزراء الحالي شهباز شريف.
وصف خان الإطاحة به بأنه «مؤامرة أمريكية» وأطلق على الحكومة الجديدة عبارة «حكومة مستوردة.»

### مسيرة آزادي 2022
مسيرة آزادي 2022 (March-II) هي مسيرة جرت في إسلام أباد من لاهور بدأت في 28 أكتوبر 2022، قادها خان وأنصاره للاحتجاج على رفض الحكومة إجراء انتخابات مبكرة.

## محاولة الاغتيال

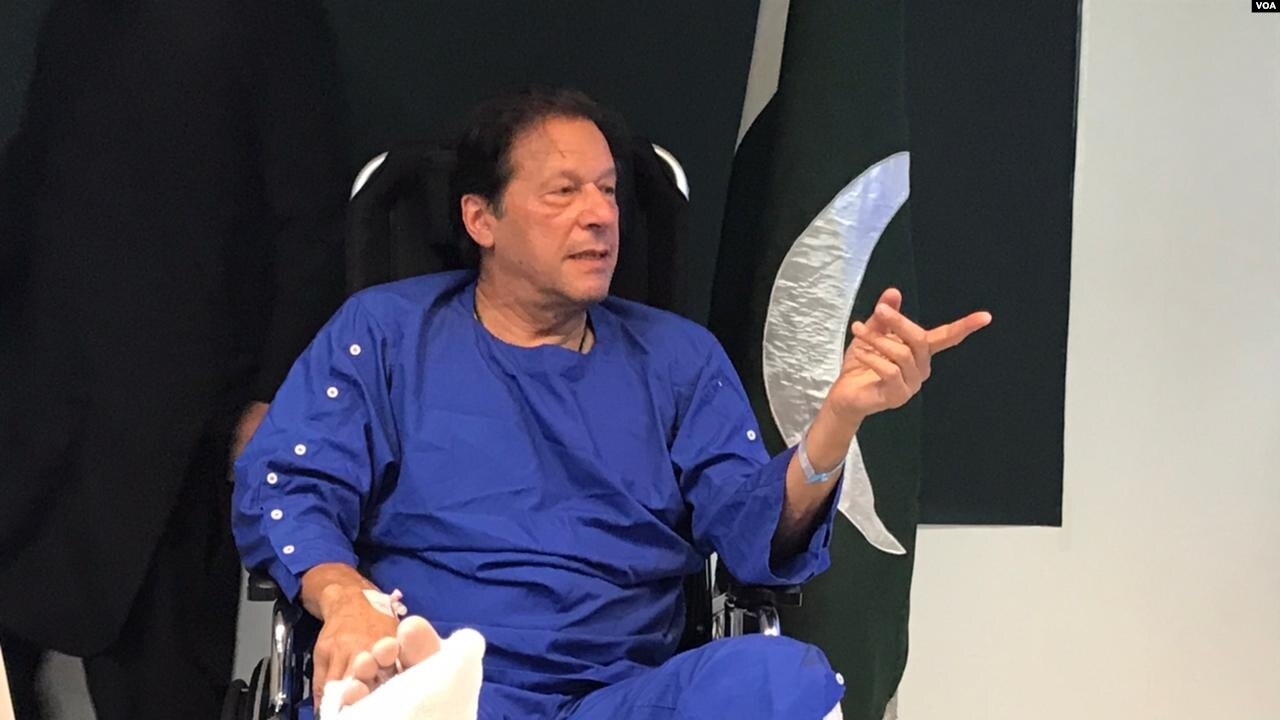
عمران خان في مستشفى شوكت خانوم.

بينما كان خان يلقي خطابا أمام أنصاره في 3 نوفمبر 2022، أطلق مسلح أعيرة نارية على خان. وأفاد أحد مساعدي خان بأنه جرى إطلاق النار ست مرات. وحاول أحد مؤيدي خان (يُدعى ابتسام) التعامل مع المسلح.
أُصيب خان في الساق والفخذ اليمنى وجرى نقله إلى مستشفى شوكت خانوم التذكاري في لاهور، حيث خضع للعلاج. وأفاد طبيبه، فيصل سلطان، أن الأشعة أظهرت شظايا رصاصة استقرت في ساقي خان، وأن ساقه قد كُسر. وذكر زعيم حركة الانصاف الباكستانية أن حالته مستقرة. والتقى خان في المستشفى بابتسام، وهو الشخص الذي حاول التعامل مع المسلح.
أصيب تسعة أشخاص، بما فيهم عمران خان والسناتور فيصل جاويد خان، وقد قُتل شخص واحد.

## المشتبه به
أعلنت شرطة البنجاب أنها ألقت القبض على المسلح الذي أطلق النار على عمران خان، وذكرت أن اسمه محمد نافيد. ونشرت الشرطة مقطع فيديو، ذكر المشتبه به أنه أطلق النار على خان لأنه «ينشر الكراهية ويضلل الناس»، بالإضافة إلى إبداء ملاحظات «تجديفية ومعادية للدين»، وأنه كان ينوي قتله فقط. كما ذكر أنه كان غاضبًا لأن مسيرة عمران كانت تعزف الموسيقى وكانت ترقص أثناء أذان. وأضاف أنه كان يتصرف من تلقاء نفسه. ورفض حلفاء خان الفيديو ووصفوه بأنه محاولة «تستر» على الجريمة. ذكرت شرطة البنجاب في 5 نوفمبر أن نافيد كان مدمن مخدرات وأن صحة تصريحاته مشكوك فيها.
وجرى في وقت لاحق اعتقال اثنين آخرين من المشتبه بهم وتحديد هويتهما واسمهما وقاص وفيصل بات. اتُهم الاثنان بتقديم مسدس غير مرخص إلى نافيد لتنفيذ الهجوم، بالإضافة إلى بيع مسدسات ورصاصات أخرى له مقابل 20000 روبية.

## ردود الفعل

### محليًا
أدان رئيس الوزراء شهباز شريف الهجوم على عمران خان «بأشد العبارات»، ودعا بالشفاء لخان وللمصابين الآخرين، وقال «لقد وجهت وزير الداخلية بتقديم تقرير فوري عن الحادث». كما قال إن الحكومة الفيدرالية ستقدم كل الدعم اللازم لحكومة إقليم البنجاب في مجالات الأمن والتحقيق.
وندد الجيش الباكستاني بالهجوم وجاء في بيان له دعواته «للروح الغالية التي زُهقت، والشفاء العاجل لخان».
كما ندد السياسيون التاليون بالهجوم:
- وزير الخارجية بيلاوال بوتو زرداري
- مريم نواز نائبة رئيس الرابطة الإسلامية الباكستانية
- زعيم حزب الرابطة الإسلامية الباكستانية ورئيس الوزراء السابق نواز شريف
- مساعد رئيس حزب الشعب الباكستاني آصف علي زرداري
- رئيس جمعية علماء الإسلام JUI-F ورئيس الحركة الديمقراطية الباكستانية مولانا فضل الرحمن

وأصدر عضوا PTI، أسد عمر وميان أسلم، بيانًا، قالا إن عمران خان طلب منهما إصداره نيابة عنه. حيث قالا إن خان «يعتقد أن هناك 3 أشخاص جرى الاغتيال بناءً على طلبهم، وهم: شهباز شريف ورنا سناء الله وفيصل نصير». وقال إنه كان يتلقى معلومات وأنه يقول هذا وفق تلك المعلومات. وبعد يوم واحد من إطلاق النار على خان، صرّضح خان بقوله: «سوف أُطلق دعوة للتقدم في مسيرة إلى إسلام أباد بمجرد أن أتحسن».

### دوليًا
- كندا: وصف رئيس الوزراءجاستن ترودو الهجوم بأنه «غير مقبول على الإطلاق»، فالعنف «ليس له مكان في السياسة، في أي ديمقراطية، أو في المجتمع». وأعلن تعازيه لأسرة من مات في الحادث.[32]
- مصر: أدانت وزارة الخارجية المصرية محاولة الاغتيال، وورد في بيانها الدعاء بالشفاء العاجل لخان.[33]
- الهند: قال المتحدث الرسمي بوزارة الشؤون الخارجية الهندية أن بلاده «تتابع عن كثب» تطورات الوضع في باكستان.[34]
- إيران: أدان المتحدث الرسمي لوزارة الخارجية الإيرانية ناصر كنعاني محاولة اغتيال خان، ودعا له بالشفاء العاجل.[35]
- النرويج: أدانت وزارة الخارجية الهجوم بشدة.[36]
- قطر: أدانت وزارة الخارجية محاولة الاغتيال.[37]
- السعودية: أدانت وزارة الخارجية محاولة الاغتيال.[38]
- تركيا: أعربت وزارة الخارجية في بيان لها عن تعازيها لأسرة القتيل، وإدانتها للهجوم على خان، وأكدت على أهمية «السلام والاستقرار في باكستان».[39]
- الإمارات العربية المتحدة: أدانت وزارة الخارجية محاولة الاغتيال.[40] وذكر بيان لها إدانتها لهذه الحادثة الإجرامية التي تهدف إلى زعزعة الأمن والاستقرار، وتتنافى مع المبادئ والقيم الإنسانية."[41]
- المملكة المتحدة: وصف وزير الدولة لشؤون آسيا و (صهر خان السابق) زاك جولدسميث الهجوم بأنه «مُروِّع» وقال: «عموان خان قوي، وسيقف على قدميه قريبًا.»[42]
- الولايات المتحدة: أدان البيت الأبيض الهجوم على خان بشدة.[43]